# Confraternita di Santa Maria della Neve
La Confraternita di Santa Maria della Neve è una confraternita con sede nella chiesa del Santissimo Salvatore e Sant'Antonino di Campagna.
Nacque come forza associativa collegata alla politica guelfa durante il periodo di scontro tra il papato e l'impero, inserendo nella contesa una serie di azioni atte ad impossessarsi di ricchi territori e proprietà religiose, rivendicati da un comune confinante facente parte della fazione opposta.
Il suo culto è collegato ad una delle maggiori basiliche cattoliche, la Basilica di Santa Maria Maggiore in Roma, unendo di fatto il proprio spirito a tutta una serie di simboli e particolarità devozionali che la contraddistinguono. Gran parte delle preghiere e dei suffragi sono rivolti ad opere di carità, ma il culto a San Giuseppe, loro compatrono minore, la identifica come sodalizio impegnato a culti di pre-morte, all'assistenza degli ammalati, dei moribondi, un tempo anche dei condannati a morte.
È stata istituita il 13 dicembre 1258. I suoi santi tutelari sono, oltre alla titolatrice, San Giuseppe, Sant'Antonino abate, San Francesco di Paola, San Filippo Neri. Pare sia la confraternita mariana più antica ancora pienamente funzionante.